# Ganoderma luteicinctum
Ganoderma luteicinctum är en svampart som beskrevs av Corner 1983. Ganoderma luteicinctum ingår i släktet Ganoderma och familjen Ganodermataceae.   Inga underarter finns listade i Catalogue of Life.